# Angel Javier Garcia
Angel Javier Garcia (ur. 26 marca 1986 w Montevideo) – urugwajski wioślarz, reprezentant Urugwaju w wioślarskiej dwójce podwójnej wagi lekkiej podczas Letnich Igrzysk Olimpijskich w Pekinie.

## Osiągnięcia
- Mistrzostwa Świata – Monachium 2007 – dwójka podwójna wagi lekkiej – 21. miejsce[1].
- Igrzyska Olimpijskie – Pekin 2008 – dwójka podwójna wagi lekkiej – 15. miejsce[1].